# Sebastian-Ilie Suciu
Sebastian-Ilie Suciu (n. 22 noiembrie 1986, Sibiu, România) este un deputat român, ales în 2020 din partea AUR. 